# Кантеле
Кантеле (фр. Canteleu) насеље је и општина у северној Француској у региону Горња Нормандија, у департману Приморска Сена која припада префектури Руан.
По подацима из 2011. године у општини је живело 14.790 становника, а густина насељености је износила 839,86 становника/km². Општина се простире на површини од 17,61 km². Налази се на средњој надморској висини од 128 метара (максималној 138 m, а минималној 2 m).

## Демографија
| 1962.  | 1968.  | 1975.  | 1982.  | 1990.  | 1999.  | 2011.  |
| ------ | ------ | ------ | ------ | ------ | ------ | ------ |
| 10.278 | 13.415 | 14.174 | 15.276 | 16.090 | 15.430 | 14.790 |

График промене броја становника у току последњих година